# Amsactarctia venusta
Amsactarctia venusta is een vlinder uit de familie spinneruilen (Erebidae), onderfamilie beervlinders (Arctiinae). De wetenschappelijke naam van de soort is voor het eerst geldig gepubliceerd in 1980 door de Toulgoët.
Deze nachtvlinder komt voor in tropisch Afrika.